# Tetratheca similis
Tetratheca similis är en tvåhjärtbladig växtart som beskrevs av J. Thompson. Tetratheca similis ingår i släktet Tetratheca och familjen Elaeocarpaceae. Inga underarter finns listade i Catalogue of Life.